# Ferdinand von Goetze
Ferdinand Alexander von Goetze (* 22. März 1794 in Posen; † 8. November 1863 in Magdeburg) war ein preußischer Generalleutnant.

## Leben

### Herkunft
Ferdinand von Goetze war der Sohn von Ferdinand Viktor Julius von Goetze (1765–1841), Präsident des Oberlandesgerichts in Köslin, und dessen Ehefrau Friederike Wilhelmine Karoline, geborene Patzke (1766–1822).

### Militärkarriere
Goetze besuchte die Klosterschule Roßleben und studierte dann Rechtswissenschaften an den Universitäten in Berlin und Jena. Zu Beginn der Befreiungskriege meldete er sich zur Preußischen Armee und kam als Freiwilliger Jäger zum 1. Pommerschen Infanterie-Regiment. Dort avancierte Goetze Mitte September 1813 zum Sekondeleutnant und nahm während des Krieges an den Belagerungen von Magdeburg, Wittenberg und Maubeuge sowie den Kämpfen bei Großbeeren, Hoyerswerda, Marzahne, Schmilkendorf und Thießen teil. In der Schlacht bei Dennewitz wurde er schwer verwundet. Am 14. Oktober 1814 trat er mit seinem Grenadier-Bataillon zum Kaiser Franz Grenadier-Regiment über und wurde Anfang Dezember 1814 Adjutant des Füsilier-Bataillons. Während des Sommerfeldzuges marschierte das Regiment 1815 kampflos nach Paris.
Nach dem Krieg wurde Goetze am 29. März 1817 zum Regimentsadjutanten ernannt und Mitte Februar 1818 als Adjutant der 12. Infanterie-Brigade beim mobilen Armeekorps in Frankreich kommandiert. Am 30. März 1819 folgte seine Versetzung in die Adjutantur und Anfang April 1820 stieg er zum Premierleutnant auf. Unter Beförderung zum Kapitän wurde Goetze am 30. März 1824 als Adjutant zur 9. Landwehr-Brigade nach Glogau versetzt. Als es 1830/31 im Großherzogtum Posen zum Novemberaufstand kam, war Goetze an der Niederschlagung der dortigen Unruhen beteiligt. Ab Ende März 1833 war er dann für drei Jahre als Adjutant zur 2. Division in Danzig kommandiert. Anschließend versah er als Kompaniechef Dienst im 30. Infanterie-Regiment. Daran schloss sich vom 30. März 1837 bis zum 30. März 1844 eine Verwendung als Major und Bataillonskommandeur im 16. Landwehr-Regiment an. In gleicher Eigenschaft war Goetze dann beim 25. Infanterie-Regiment tätig und avancierte Ende März 1847 zum Oberstleutnant. Am 13. April 1848 beauftragte man ihn zunächst mit der Führung des 27. Infanterie-Regiments, ernannte Goetz am 7. Mai 1848 zum Regimentskommandeur und befördert ihn am 19. November 1849 zum Oberst. Als solcher wurde er am 15. April 1852 Kommandeur der 7. Infanterie-Brigade in Magdeburg und Ende April 1852 à la suite seines bisherigen Regiments gestellt. Mit der Umbenennung seines Großverbandes Anfang Mai 1852 zur 13. Infanterie-Brigade behielt Goetze weiterhin das Kommando bei. Er wurde am 22. Mai 1853 zum Generalmajor befördert und Anfang Juni 1855 mit dem Komturkreuz I. Klasse des Hausordens Albrechts des Bären ausgezeichnet. Unter Verleihung des Charakters als Generalleutnant wurde Goetze am 13. Juli 1857 zur Disposition gestellt. Anlässlich des Ordensfestes verlieh ihm König Wilhelm I. im Januar 1862 den Stern zum Roten Adlerorden II. Klasse mit Eichenlaub. Nach seiner Verabschiedung nahm Goetze seinen Wohnsitz in Magdeburg, wo er am 8. November 1863 verstarb.

### Familie
Goetze heiratete am 16. Mai 1822 in Neiße Henriette von Beyme (1800–1855), eine Tochter des Amtsmanns Josef von Beyme. Das Paar hatte mehrere Kinder:
- Joseph Wilhelm Ferdinand (1825–1828)
- Karoline Marie Henriette (1826–1828)
- Eugen Viktor Julius Ferdinand (* 1832), ertrank jung in der Neiße
- Bruno Eugen Viktor Ferdinand (1833–1868), Hauptmann ⚭ 1862 Wally von Necker (1829–1919)
- Heinrich August Ferdinand (1834–1905), Major a. D. ⚭ 1872 Agnes Friederike Ida Bergmann (1847–1887)